# باغ حبيب (هشيوار)
باغ حبیب (بالفارسية: باغ حبیب) هي منطقة سكنية تقع في إيران في فارس.